# Nobel-békedíjasok világ-csúcstalálkozója
A Nobel-békedíjasok világ-csúcstalálkozója egy évente megrendezésre kerülő találkozó a Nobel-békedíjasok számára a világ minden részéről. A csúcstalálkozót Vagyim Zaglagyin és a Gorbacsov alapítvány kezdeményezte. A találkozók elnöke az egykori szovjet elnök és Nobel-békedíjas Mihail Gorbacsov, valamint Róma korábbi polgármestere Walter Veltroni. A rendezvényt egy állandó jelleggel működő titkárság szervezi, amelyet 2006-ban alapítottak nonprofit szervezetként. A találkozókat 1999. óta minden évben megtartották.
A 14. világ-csúcstalálkozót 2014. októberében tartották volna a dél-afrikai Fokvárosban. Azonban a rendezvény mégsem került megrendezésre, mert a Nobel-békedíjasok többsége lemondta a találkozót, mintegy tiltakozva az ellen, hogy a dél-afrikai kormány nem adta meg a vízumot (nem először) Tendzin Gyacónak, a 14. dalai lámának. A jelentések szerint Kína megköszönte Dél-Afrikának, hogy nem adott vízumot a dalai lámának. A 2014-es világ-csúcstalálkozó helyszínét végül át kellett tenni Rómába.

## Csúcstalálkozók
A csúcstalálkozóknak több ország is otthont adott:

|     | Dátum                  | Vendéglátó ország         | Vendéglátó város | Résztvevők |
| --- | ---------------------- | ------------------------- | ---------------- | --- |
| 18. | 2020. ?–?              | Dél-Korea                 | Szöul            | |
| 17. | 2019. szeptember 19–22 | Mexikó                    | Mérida (Mexikó)  | |
| 16. | 2017. február 2–5      | Kolumbia                  | Bogotá           | David Trimble, Sirin Ebádi, Rigoberta Menchú, Jody Williams, José Ramos-Horta, Lech Wałęsa, Óscar Arias Sánchez, Tavakkul Karmán, Leymah Gbowee, Mohammed el-Barádei, Kailás Szatjárthi, Amerikai Barátok Szolgálati Bizottsága, Institute of International Law, Nemzetközi Békeiroda, UNICEF, Nukleáris Háború Elkerülését Szorgalmazó Nemzetközi Fizikus Társaság, Nemzeti Párbeszéd Kvartett, Éghajlatváltozási Kormányközi Testület, Nemzetközi Munkaügyi Szervezet, Orvosok Határok Nélkül, Egyesült Nemzetek Szervezete, Európai Unió, Az ENSZ Menekültügyi Főbiztosa, Pugwash konferencia a tudományról és világügyekről, Nemzetközi Vöröskereszt |
| 15. | 2015. november 12–15   | Spanyolország             | Barcelona        | Óscar Arias Sánchez, Frederik Willem de Klerk, Sirin Ebádi, Mairead Corrigan, Tavakkul Karmán, David Trimble, Lech Wałęsa, Jody Williams, Európai Unió, Nemzetközi Békeiroda, Nemzetközi Munkaügyi Szervezet, Nemzetközi Kampány a Taposóaknák Betiltásáért, Nukleáris Háború Elkerülését Szorgalmazó Nemzetközi Fizikus Társaság, Pugwash konferencia a tudományról és világügyekről, Egyesült Nemzetek Szervezete, Az ENSZ Menekültügyi Főbiztosa, Éghajlatváltozási Kormányközi Testület |
| 14. | 2014. december 12–14   | Olaszország               | Róma             | 14. Dalai Lama, Sirin Ebádi, Leymah Gbowee, Tavakkul Karmán, Mairead Corrigan, José Ramos-Horta, David Trimble, Betty Williams, Jody Williams, Amerikai Barátok Szolgálati Bizottsága, Amnesty International, Európai Unió, Nemzetközi Kampány a Taposóaknák Betiltásáért, Nemzetközi Munkaügyi Szervezet, Éghajlatváltozási Kormányközi Testület, Nemzetközi Békeiroda, Nukleáris Háború Elkerülését Szorgalmazó Nemzetközi Fizikus Társaság, Vegyifegyver-tilalmi Szervezet, Pugwash konferencia a tudományról és világügyekről, Az ENSZ Menekültügyi Főbiztosa, Egyesült Nemzetek Szervezete                                                          |
| 13. | 2013. október 21–23.   | Lengyelország             | Varsó            | Mihail Gorbacsov, Muhámmád Junusz, 14. Dalai Lama, Frederik Willem de Klerk, Sirin Ebádi, Lech Wałęsa, Mairead Corrigan, Betty Williams, Nemzetközi Békeiroda, Amerikai Barátok Szolgálati Bizottsága, Amnesty International, Nukleáris Háború Elkerülését Szorgalmazó Nemzetközi Fizikus Társaság, Pugwash konferencia a tudományról és világügyekről, Éghajlatváltozási Kormányközi Testület, Egyesült Nemzetek Szervezete, Az ENSZ Menekültügyi Főbiztosa, Európai Unió |
| 12. | 2012. április 23–25.   | Amerikai Egyesült Államok | Chicago          | Mihail Gorbacsov, Muhámmád Junusz, 14. Dalai Lama, Frederik Willem de Klerk, Jimmy Carter, Sirin Ebádi, Jody Williams, Lech Wałęsa, Nemzetközi Békeiroda, Amerikai Barátok Szolgálati Bizottsága, Nemzetközi Vöröskereszt, Amnesty International, Nukleáris Háború Elkerülését Szorgalmazó Nemzetközi Fizikus Társaság, Pugwash konferencia a tudományról és világügyekről, Nemzetközi Kampány a Taposóaknák Betiltásáért, Az ENSZ Gazdasági és Szociális Tanácsa, Éghajlatváltozási Kormányközi Testület |
| 11. | 2010. november 12–14.  | Japán                     | Hirosima         | Mihail Gorbacsov, 14. Dalai Lama, Frederik Willem de Klerk, Lech Wałęsa, Mohammed el-Barádei, Mairead Corrigan, Sirin Ebádi, Jody Williams, Egyesült Nemzetek Szervezete, Az ENSZ Menekültügyi Főbiztosa, Nemzetközi Munkaügyi Szervezet, Nemzetközi Vöröskereszt, Nemzetközi Vöröskereszt, Nukleáris Háború Elkerülését Szorgalmazó Nemzetközi Fizikus Társaság, Pugwash konferencia a tudományról és világügyekről, Nemzetközi Békeiroda, Amerikai Barátok Szolgálati Bizottsága, Orvosok Határok Nélkül, Amnesty International |
| 10. | 2009. november 9–11.   | Németország               | Berlin           | Mihail Gorbacsov, Frederik Willem de Klerk, Lech Wałęsa, Muhámmád Junusz, Mairead Corrigan, Betty Williams, Ahmed Kathrada (Nelson Mandela képviselőjeként), Egyesült Nemzetek Szervezete, Nemzetközi Vöröskereszt, Amnesty International, Nemzetközi Munkaügyi Szervezet, Éghajlatváltozási Kormányközi Testület, Pugwash konferencia a tudományról és világügyekről, Nukleáris Háború Elkerülését Szorgalmazó Nemzetközi Fizikus Társaság, Amerikai Barátok Szolgálati Bizottsága, Nemzetközi Békeiroda |
| 9.  | 2008. december 11–13.  | Franciaország             | Párizs           | Mihail Gorbacsov, Frederik Willem de Klerk, Lech Wałęsa, John Hume, Mairead Corrigan, Betty Williams, Egyesült Nemzetek Szervezete (ENSZ Békefenntartó Tevékenység Főosztálya), Az ENSZ Menekültügyi Főbiztosa, Éghajlatváltozási Kormányközi Testület, Nukleáris Háború Elkerülését Szorgalmazó Nemzetközi Fizikus Társaság, Nemzetközi Békeiroda, Amerikai Barátok Szolgálati Bizottsága, Pugwash konferencia a tudományról és világügyekről, Nemzetközi Vöröskereszt, Nemzetközi Munkaügyi Szervezet, Nemzetközi Kampány a Taposóaknák Betiltásáért, UNICEF                                                                                           |
| 8.  | 2007. december 13–15.  | Olaszország               | Róma             | Mihail Gorbacsov, 14. Dalai Lama, Mairead Corrigan, Muhámmád Junusz, Lech Wałęsa, Betty Williams, Nukleáris Háború Elkerülését Szorgalmazó Nemzetközi Fizikus Társaság, Nemzetközi Békeiroda, Amerikai Barátok Szolgálati Bizottsága, Nemzetközi Jogi Intézet, Pugwash konferencia a tudományról és világügyekről, Nemzetközi Vöröskereszt, UNICEF, Egyesült Nemzetek Szervezete, Nemzetközi Munkaügyi Szervezet, Orvosok Határok Nélkül, Nemzetközi Atomenergia-ügynökség, Amnesty International, Az ENSZ Menekültügyi Főbiztosa, Nemzetközi Kampány a Taposóaknák Betiltásáért                                                                         |
| 7.  | 2006. november 17–19.  | Olaszország               | Róma             | Mihail Gorbacsov, Lech Wałęsa, Mairead Corrigan, Carlos Filipe Ximenes Belo, Rita Levi-Montalcini, Juan Somavía, Jeremy Rifkin, Nemzetközi Atomenergia-ügynökség |
| 6.  | 2005. november 24–26.  | Olaszország               | Róma             | Mihail Gorbacsov, Lech Wałęsa, Frederik Willem de Klerk, Betty Williams, Mairead Corrigan, Rigoberta Menchú, Adolfo Pérez Esquivel, Amerikai Barátok Szolgálati Bizottsága, Amnesty International, Nemzetközi Kampány a Taposóaknák Betiltásáért, Orvosok Határok Nélkül, Nukleáris Háború Elkerülését Szorgalmazó Nemzetközi Fizikus Társaság, Nemzetközi Munkaügyi Szervezet, Nemzetközi Békeiroda, Pugwash konferencia a tudományról és világügyekről, Egyesült Nemzetek Szervezete, Az ENSZ Menekültügyi Főbiztosa, UNICEF |
| 5.  | 2004. december 10–12.  | Olaszország               | Róma             | Mihail Gorbacsov, Kim Dedzsung, Lech Wałęsa, José Ramos-Horta, Betty Williams, Mairead Corrigan, Rigoberta Menchú, Carlos Filipe Ximenes Belo, Adolfo Pérez Esquivel, Józef Rotblat, Amerikai Barátok Szolgálati Bizottsága, Nemzetközi Kampány a Taposóaknák Betiltásáért, UNICEF, Egyesült Nemzetek Szervezete, Az ENSZ Menekültügyi Főbiztosa, Pugwash konferencia a tudományról és világügyekről, Nukleáris Háború Elkerülését Szorgalmazó Nemzetközi Fizikus Társaság, Nemzetközi Munkaügyi Szervezet, Nemzetközi Békeiroda, Nemzetközi Jogi Intézet, Orvosok Határok Nélkül, Amnesty International                                                 |
| 4.  | 2003. november 27–30.  | Olaszország               | Róma             | 14. Dalai Lama, Mihail Gorbacsov, Mairead Corrigan, Simón Peresz, Óscar Arias, Lech Wałęsa, Betty Williams, Jody Williams, Amerikai Barátok Szolgálati Bizottsága, Amnesty International, Nemzetközi Kampány a Taposóaknák Betiltásáért, Nemzetközi Munkaügyi Szervezet, Egyesült Nemzetek Szervezete (ENSZ Békefenntartó Tevékenység Főosztálya), UNICEF, Nemzetközi Jogi Intézet, Pugwash konferencia a tudományról és világügyekről, Nemzetközi Békeiroda, Nukleáris Háború Elkerülését Szorgalmazó Nemzetközi Fizikus Társaság, Az ENSZ Menekültügyi Főbiztosa                                                                                       |
| 3.  | 2002. október 18–21.   | Olaszország               | Róma             | Mihail Gorbacsov, Rigoberta Menchú, Adolfo Pérez Esquivel, Józef Rotblat, Lech Wałęsa, Betty Williams, Nemzetközi Jogi Intézet, Nemzetközi Békeiroda, Amerikai Barátok Szolgálati Bizottsága, Az ENSZ Menekültügyi Főbiztosa, Nemzetközi Munkaügyi Szervezet, Egyesült Nemzetek Szervezete (ENSZ Békefenntartó Tevékenység Főosztálya), Nukleáris Háború Elkerülését Szorgalmazó Nemzetközi Fizikus Társaság, Pugwash konferencia a tudományról és világügyekről, Nemzetközi Kampány a Taposóaknák Betiltásáért, Orvosok Határok Nélkül, Amnesty International                                                                                           |
| 2.  | 2000. november 11–12.  | Olaszország               | Róma             | Mihail Gorbacsov, Lech Wałęsa, Józef Rotblat, Betty Williams, Adolfo Pérez Esquivel, Nemzetközi Munkaügyi Szervezet, Nemzetközi Vöröskereszt, Nemzetközi Békeiroda, Orvosok Határok Nélkül, Egyesült Nemzetek Szervezete, Az ENSZ Menekültügyi Főbiztosa, Amerikai Barátok Szolgálati Bizottsága, Amnesty International, Nemzetközi Jogi Intézet, Nukleáris Háború Elkerülését Szorgalmazó Nemzetközi Fizikus Társaság, Nemzetközi Kampány a Taposóaknák Betiltásáért, UNICEF |
| 1.  | 1999. április 21–22.   | Olaszország               | Róma             | Mihail Gorbacsov, Frederik Willem de Klerk, Betty Williams, Rigoberta Menchú, Simón Peresz, Józef Rotblat, David Trimble |

## Béke csúcstalálkozó-díj
Minden évben a Nobel-békedíjasok világ-csúcstalálkozóján a Nobel-békedíjasok megtisztelnek valakit a Béke-csúcstalálkozó-díjjal. Olyan személyeket választanak, akik a kultúrában vagy a szórakoztatásban tevékenykednek, és akik kiálltak az emberi jogokért és terjesztették a béke és szolidaritás elveit, valamint kimagaslóan hozzájárultak a nemzetközi társadalmi igazság és béke ügyéhez. 2006 előtt a díj a Béke embere-díj (Man of Peace Award) néven volt ismert.
A díjazottak listája:
- 2002 Roberto Benigni
- 2003 Az olasz nemzeti énekesek labdarúgó csapata
- 2004 Cat Stevens
- 2005 Bob Geldof és a PeaceJam Foundation
- 2006 Peter Gabriel
- 2007 Don Cheadle és George Clooney
- 2008 Bono
- 2009 Annie Lennox
- 2010 Roberto Baggio
- 2012 Sean Penn
- 2013 Sharon Stone
- 2014 Bernardo Bertolucci
- 2015 René Pérez Joglar
- 2017 Richard Branson

## Díjak társadalmi aktivizmusért
A díjazottak listája:
- 2012 Michaela (Chaeli) Mycroft (Dél-Afrika)
- 2013 Jurek Owsiak
- 2014 Tareke Brhane
- 2015 Arcadi Oliveres Boadella
- 2017 Leyner Palacios Asprilla
- 2017 Kerry Kennedy

## Lásd még
- Nobel-békedíj
- Nobel-békedíjasok listája
- Nobel-díj

## Külső hivatkozások
- A Gorbacsov alapítvány
- 12. Nobel-békedíjasok világ-csúcstalálkozója, Chicago 2012